# Albania en los Juegos Olímpicos de Pekín 2008
Albania estuvo representada en los Juegos Olímpicos de Pekín 2008 por un total de 11 deportistas que compitieron en 6 deportes.  
El portador de la bandera en la ceremonia de apertura fue el luchador Sahit Prizreni. El equipo olímpico albanés no obtuvo ninguna medalla en estos Juegos.